# Chepelare Peak
Chepelare Peak är en bergstopp i Antarktis. Den ligger i Sydshetlandsöarna. Argentina, Chile och Storbritannien gör anspråk på området. Toppen på Chepelare Peak är 657 meter över havet.
Terrängen runt Chepelare Peak är varierad. Havet är nära Chepelare Peak söderut. Trakten är glest befolkad. Närmaste befolkade plats är St. Kliment Ohridski Base, 11,1 kilometer norr om Chepelare Peak. 